# شاه سومر و اکد

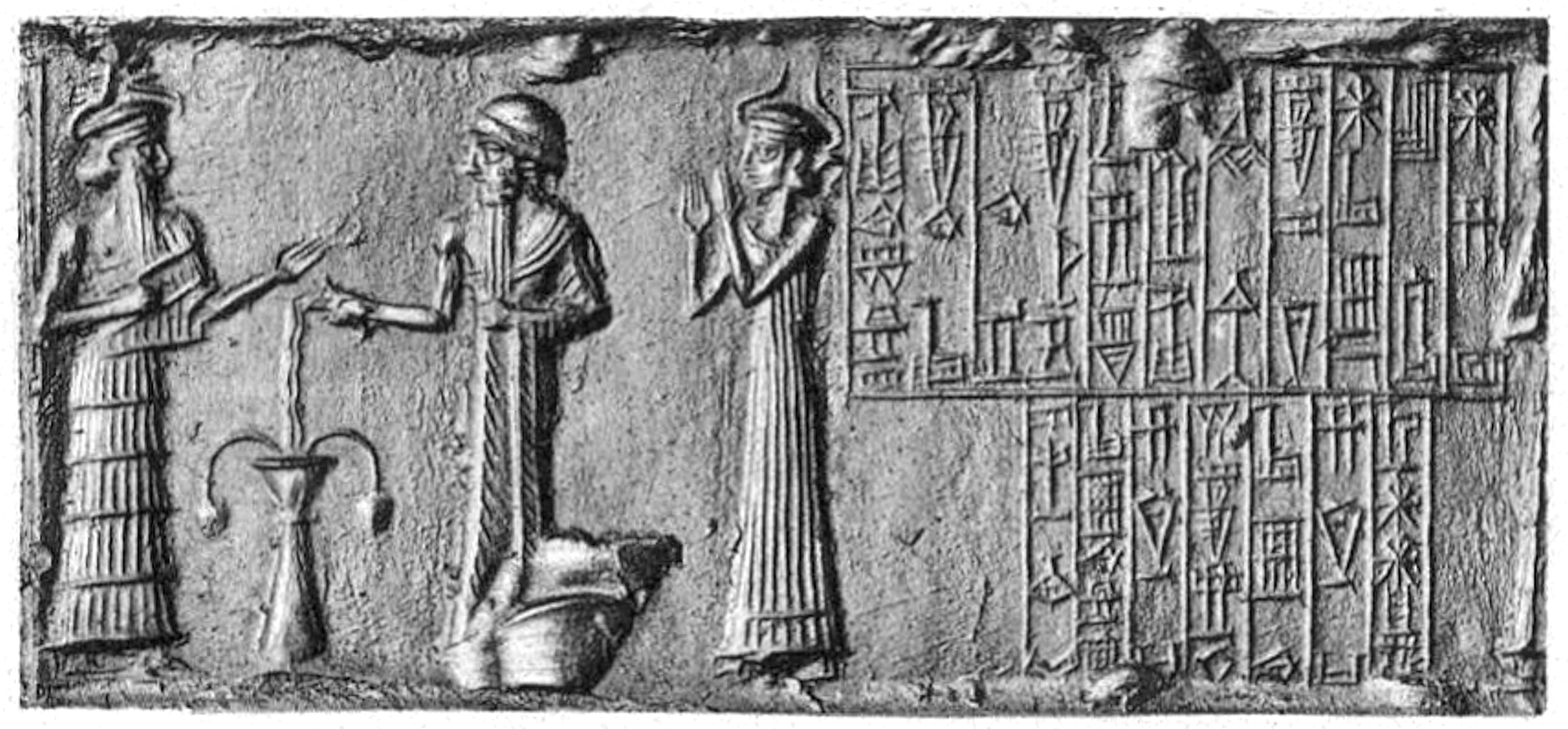
مهر استوانه‌ای شولگی از اور (ر. ج. 2094–2047 قبل از میلاد). در این کتیبه آمده‌است: "به Nuska، وزیر عالی انلیل، پادشاه خود، برای زندگی شولگی، قهرمان قوی، پادشاه اور، پادشاه سومر و اکد".

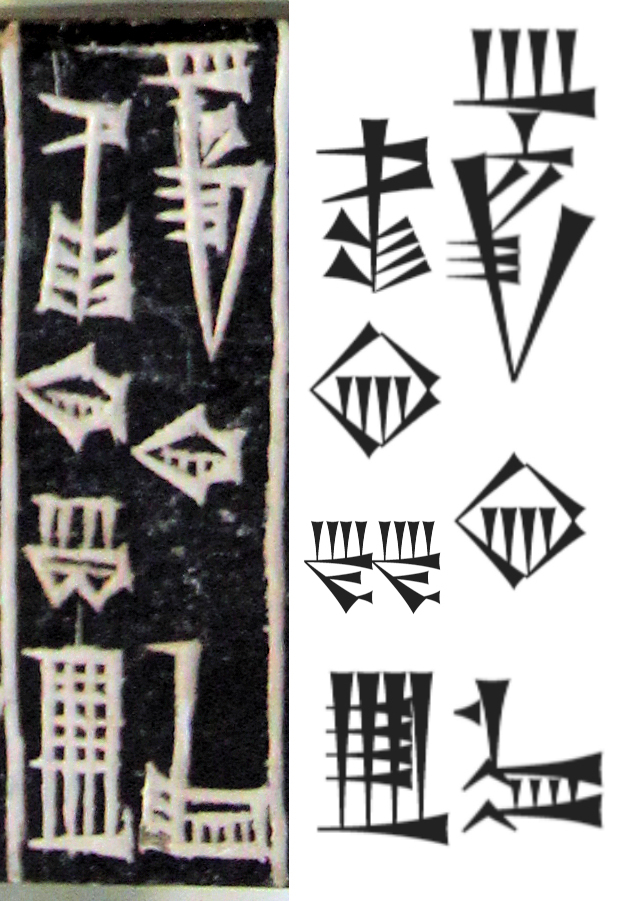
خط میخی عمودی لوگال کنگی کیوری Lugal Kiengi Kiuri, "شاه سومر و اکد", روی مهر شولگی (ح. حدود ۲۰۹۴–۲۰۴۷ پ. م)

شاه سومر و اکد (سومری: 𒈗𒆠𒂗𒄀𒆠𒌵 لوگال-ki-en-gi-ki-uri, اکدی: šar māt Šumeri u Akkadi) عنوانی سلطنتی در بین‌النهرین باستان که ترکیبی از القاب «پادشاه اکد»، عنوان حاکمی که پادشاهان امپراتوری اکد (۲۳۳۴–۲۱۵۴ پیش از میلاد) با عنوان پادشاه سومر بود. این عنوان به‌طور همزمان ادعایی بر میراث و شکوه امپراتوری باستانی که توسط سارگون اکدی (ح. ۲۳۳۴–۲۲۷۹ پیش از میلاد) تأسیس شده بود را مطرح و ادعای حکومت بر کل بین‌النهرین سفلی (متشکل از مناطق سومر در جنوب و اکد در شمال) را بیان کرد. علیرغم استفاده جداگانه از هر دو عنوان «شاه سومر» و «شاه اکد» توسط پادشاهان اکد، این عنوان به شکل ترکیبی تا زمان پادشاهی اورنامو مؤسس سلسله سوم اور که آن را در تلاش برای متحد کردن بخش‌های جنوبی و شمالی بین‌النهرین سفلی تحت فرمانروایی خود ایجاد کرد، معرفی نشد. شاید خود پادشاهان قدیمی اکد با پیوند سومر و اکد به این طریق مخالف بودند.
در قرون بعدی تاریخ بین‌النهرین، زمانی که آشور و بابل پادشاهی‌های اصلی بودند، این عنوان بیشتر توسط پادشاهان بابل استفاده می‌شد، زیرا آنها بر بین‌النهرین جنوبی حکومت می‌کردند. برای پادشاهان آشور، این عنوان به عنوان یک ادعای رسمی برای اقتدار بر شهر بابل و اطراف آن تبدیل شد. تنها فرمانروایان آشوری که واقعاً بابل را تحت کنترل داشتند از این عنوان استفاده کردند و هنگامی که آشور برای همیشه کنترل بابل را به امپراتوری بابل نو واگذار کرد، حاکمان آن امپراتوری شروع به استفاده از آن کردند. آخرین پادشاهی که ادعا کرد پادشاه سومر و اکد است کوروش بزرگ (۵۵۹–۵۳۰ پ. م) از شاهنشاهی هخامنشی بود که بعد از فتح بابل در ۵۳۹ پ. م این لقب را استفاده نمود. همچنین پس از آن چندین عنوان سنتی بین‌النهرینی مانند پادشاه جهان و شاه چهارگوشه جهان را برای خود استفاده کرد.

### وبسایت
- "British Museum - The Cyrus Cylinder". www.britishmuseum.org (به انگلیسی). Archived from the original on 19 January 2019. Retrieved 19 January 2019.
- "Livius - Cyrus Cylinder Translation". www.livius.org (به انگلیسی). Archived from the original on 19 January 2019. Retrieved 19 January 2019.
- {{cite web|url=http://kavehfarrokh.com/iranica/achaemenid-era/a-new-translation-of-the-cyrus-cylinder-by-the-british-museum/%7Ctitle=A New Translation of the Cyrus Cylinder by the British Museum|last=Farrokh|first=Kaveh|website=kavehfarrokh.org|language=en|archive-url=https://web.archive.org/web/20190119194017/http://kavehfarrokh.com/iranica/achaemenid-era/a-new-translation-of-the-cyrus-cylinder-by-the-british-museum/%7Carchive-date=19 January 2019|url-status=live|access-date=19 January 2019|ref=CITEREFNew Cyrus

1. ↑  Edzard 2003, p. 36.
2. ↑  Maeda 1981, p. 4.
3. ↑  Da Riva 2013, p. 72.